# Cornelia Behm
Cornelia Behm (* 20. September 1951 in Kleinmachnow) ist eine deutsche Politikerin (Bündnis 90/Die Grünen).

## Leben
Nach dem Besuch der Eigenherdschule in Kleinmachnow besuchte Cornelia Behm von 1966 bis 1970 die Erweiterte Oberschule (EOS) Hermann von Helmholtz in Potsdam und absolvierte parallel zum Abitur eine Berufsausbildung zum Facharbeiter als Betriebs- und Verkehrseisenbahnerin. Anschließend besuchte sie eine Fachschule, die sie 1972 als landwirtschaftlich-technische Assistentin (LTA) für Pflanzenschutz verließ. Danach arbeitete sie als LTA am Institut für Pflanzenschutzforschung in Kleinmachnow. 1978 wechselte sie an das Bezirkshygieneinstitut bzw. die -inspektion in Potsdam und studierte nebenberuflich an der Humboldt-Universität zu Berlin. Nachdem sie 1984 ihr Studium als Diplom-Agraringenieurin beendet hatte, war sie bis 1990 als wissenschaftliche Mitarbeiterin an der Bezirkshygieneinspektion Potsdam tätig.
Von 1991 bis 1996 war Cornelia Behm Gutachterin bei der TÜV Umwelt Berlin Brandenburg GmbH und anschließend von 1997 bis 2002 Sachbearbeiterin im Ministerium für Umwelt und Landwirtschaft des Landes Brandenburg.
Cornelia Behm ist verheiratet, hat zwei Kinder und lebt in Kleinmachnow.

## Partei
Nachdem sie sich schon über lange Jahre in kirchlichen Gruppen engagiert hatte, wurde Cornelia Behm 1989 Mitglied bei Demokratie Jetzt. Seit 1993 ist sie Mitglied von Bündnis 90/Die Grünen und gehörte von 2000 bis 2002 dem Grünen-Kreisvorstand Potsdam-Mittelmark an.
2001 erzielte Cornelia Behm in Kleinmachnow als Bürgermeisterkandidatin der „Bürgerfraktion“ (Bündnisgrüne, „Bürger für gute Lebensqualität in Kleinmachnow“ und FDP) ein Ergebnis von 20,45 % der Stimmen.

## Abgeordnete
Von 1990 bis 2002 gehörte Cornelia Behm der Gemeindevertretung von Kleinmachnow an.
Von 2002 bis 2013 war sie Mitglied des Deutschen Bundestages. Hier war sie Sprecherin der Bundestagsfraktion Bündnis 90/Die Grünen für ländliche Entwicklung und für Waldpolitik.
Cornelia Behm ist stets über die Landesliste Brandenburg in den Bundestag eingezogen. Zur Bundestagswahl 2013 trat Behm nicht wieder an.